# Sistema Kunrei
Il sistema Kunrei (訓令式?, Kunrei-shiki) è un sistema di traslitterazione dei caratteri (kana e kanji) della lingua giapponese nell'alfabeto latino. In Kunrei il suo stesso nome viene scritto come Kunrei-siki.
Il sistema Kunrei è a volte conosciuto come sistema Monbusho, perché viene insegnato nelle scuole elementari riconosciute dal Monbusho (文部科学省?, Monbu-kagakushō,  abbreviato Monbushō), il ministero dell'educazione, della cultura, dello sport, della scienza e della tecnologia in Giappone. Il Kunrei fa anche riferimento all'ISO 3602, poiché è stato approvato dall'ISO.
Il Kunrei è basato sul più vecchio sistema Nihon, modificato per il giapponese moderno. Ad esempio, la parola かなづかい, traslitterata kanadukai in Nihon, è pronunciata kanazukai nel giapponese moderno, e il Kunrei usa la seconda grafia.

## Condizione giuridica
Il sistema fu originariamente promulgato con Ordine n.3 del Gabinetto Giapponese del 21 settembre 1937. L'adozione di questo sistema di translitterazione fu abrogata dal Comandante supremo delle forze alleate durante l'occupazione del Giappone. Dopo l'occupazione, il governo giapponese adottò di nuovo il sistema Kunrei con l'Ordine n.1 del Gabinetto Giapponese del 29 dicembre 1954. L'ordine stabilì che il sistema Kunrei venisse utilizzato nella "espressione scritta del giapponese in generale",  e che il sistema Hepburn potesse essere usato nelle relazioni internazionali.
Il sistema Kunrei è riconosciuto, dall'ISO come standard (ISO 3602). È anche raccomandato dall'American National Standards Institute (ANSI) che ha ritirato il proprio standard, ANSI Z39.11-1972, nel 1994.

## Uso
Malgrado il suo riconoscimento ufficiale, il Kunrei non ha ottenuto un consenso diffuso né in Giappone né all'estero. Il governo usa generalmente l'Hepburn per la traslitterazione dei nomi e dei termini giapponesi in contesti inglesi, così come in contesti meno specifici per quanto riguarda la lingua come passaporti o segnali stradali. La maggior parte dei Paesi, inclusi tutti gli Stati nella sfera anglofona, continuano a usare l'Hepburn.
Oggi, chi usa principalmente il Kunrei sono i parlanti nativi giapponesi (specialmente in Giappone), e i linguisti che studiano questa lingua. Il maggiore vantaggio del Kunrei è la comodità che dà per illustrare la grammatica giapponese, perché l'Hepburn fa sì che alcune coniugazioni regolari appaiano irregolari.

### Traslitterazione dei kana
| あ ア a  | い イ i  | う ウ u  | え エ e  | お オ o  | (ya)          | (yu)          | (yo)          |
|          |          |          |          |          |               |               |               |
| か カ ka | き キ ki | く ク ku | け ケ ke | こ コ ko | きゃ キャ kya | きゅ キュ kyu | きょ キョ kyo |
| さ サ sa | し シ si | す ス su | せ セ se | そ ソ so | しゃ シャ sya | しゅ シュ syu | しょ ショ syo |
| た タ ta | ち チ ti | つ ツ tu | て テ te | と ト to | ちゃ チャ tya | ちゅ チュ tyu | ちょ チョ tyo |
| な ナ na | に ニ ni | ぬ ヌ nu | ね ネ ne | の ノ no | にゃ ニャ nya | にゅ ニュ nyu | にょ ニョ nyo |
| は ハ ha | ひ ヒ hi | ふ フ hu | へ ヘ he | ほ ホ ho | ひゃ ヒャ hya | ひゅ ヒュ hyu | ひょ ヒョ hyo |
| ま マ ma | み ミ mi | む ム mu | め メ me | も モ mo | みゃ ミャ mya | みゅ ミュ myu | みょ ミョ myo |
| や ヤ ya |          | ゆ ユ yu |          | よ ヨ yo |               |               |               |
| ら ラ ra | り リ ri | る ル ru | れ レ re | ろ ロ ro | りゃ リャ rya | りゅ リュ ryu | りょ リョ ryo |
| わ ワ wa | ゐ ヰ wi |          | ゑ ヱ we | を ヲ wo |               |               |               |
|          |          |          |          | ん ン n  |               |               |               |
|          |          |          |          |          |               |               |               |
| が ガ ga | ぎ ギ gi | ぐ グ gu | げ ゲ ge | ご ゴ go | ぎゃ ギャ gya | ぎゅ ギュ gyu | ぎょ ギョ gyo |
| ざ ザ za | じ ジ zi | ず ズ zu | ぜ ゼ ze | ぞ ゾ zo | じゃ ジャ zya | じゅ ジュ zyu | じょ ジョ zyo |
| だ ダ da | ぢ ヂ zi | づ ヅ zu | で デ de | ど ド do | ぢゃ ヂャ dya | ぢゅ ヂュ dyu | ぢょ ヂョ dyo |
| ば バ ba | び ビ bi | ぶ ブ bu | べ ベ be | ぼ ボ bo | びゃ ビャ bya | びゅ ビュ byu | びょ ビョ byo |
| ぱ パ pa | ぴ ピ pi | ぷ プ pu | ぺ ペ pe | ぽ ポ po | ぴゃ ピャ pya | ぴゅ ピュ pyu | ぴょ ピョ pyo |

Note:
I caratteri in rosso sono obsoleti.
- Quando he (へ) è usata come particella è scritta e, non he (come nel sistema Nippon).
- Quando ha (は) è usata come particella è scritta wa, non ha.
- Quando wo (を) è usata come particella è scritta o, non wo.
- Le vocali lunghe sono indicate con un accento circonflesso, ad esempio la o lunga è scritta ô (ma in un Kunrei "semplificato" si può trovare la vocale ripetuta).
- La n sillabica (ん) è scritta n davanti a consonanti ma n' (con un apostrofo) davanti a vocali e Y.
- Le consonanti doppie sono segnate con il raddoppiamento della consonante che segue il sokuon (っ), senza eccezioni.
- La prima lettera di una frase e tutti i nomi propri hanno la maiuscola.